# لاميون لبدي
لاميون لبدي (الاسم العلمي: Lamium tomentosum) هو نوع من النباتات يتبع جنس اللاميون من الفصيلة الشفوية.